# Laura Smulders
Pour les articles homonymes, voir Smulders.
Laura Smulders, née le 9 décembre 1993 à Nimègue, est une coureuse cycliste néerlandaise. Spécialiste du BMX, elle est championne du monde de la spécialité en 2018.
Sa sœur cadette est Merel Smulders, gagnante de la Coupe d'Europe de BMX 2019.

## Biographie
Elle est sélectionnée pour représenter les Pays-Bas aux Jeux olympiques d'été de 2012. Elle participe à l'épreuve de BMX. Lors de la manche de répartition, elle réalise le 6e temps. Lors des demi-finales, disputées sur trois courses, elle termine successivement 4e, 3e et 4e des manches et se classe troisième au général de sa série. Elle dispute la finale, où elle prend la troisième place et remporte la médaille de bronze.
En 2017, elle est élue à la Commission des Athlètes UCI.
En 2018, elle remporte toutes les compétitions de la saison : championnat du monde, Coupe du monde (avec cinq des huit manches), championnat d'Europe et le championnat des Pays-Bas.

## Palmarès en BMX

### Jeux olympiques
- Londres 2012
  -  Médaillée de bronze du BMX

- Paris 2024
  - 4e de la finale du BMX

### Championnats du monde
- Copenhague 2011
  - 8e du championnat du monde BMX juniors
- Birmingham 2012
  - 13e du championnat du monde BMX
- Rotterdam 2014
  -  Championne du monde  du contre-la-montre BMX
  -  Médaillée de bronze du championnat du monde de BMX
- Medellín 2016
  -  Médaillée d'argent du contre-la-montre en BMX
- Bakou 2018
  -  Championne du monde de BMX
- Heusen-Zolder 2019
  -  Médaillée d'argent du BMX
- Papendal 2021
  -  Médaillée de bronze du BMX
- Nantes 2022
  - 7e du BMX
- Glasgow 2023
  -  Médaillée d'argent du BMX
- Rock Hill 2024
  - 5e du BMX
- Copenhague 2025
  - 7e du BMX

### Coupe du monde
- 2010 : 35e du classement général
- 2011 : 22e du classement général
- 2012 : 4e du classement général, vainqueur d'une manche
- 2013 : 3e du classement général
- 2014 : 3e du classement général, vainqueur d'une manche
- 2015 : 13e du classement général
- 2016 : 1re du classement général, vainqueur de trois manches
- 2017 : 1re du classement général, vainqueur de trois manches
- 2018 : 1re du classement général, vainqueur de cinq manches
- 2019 : 1re du classement général, vainqueur de six manches
- 2020 : 6e du classement général
- 2021 : 2e du classement général, vainqueur de quatre manches
- 2022 : 1re du classement général, vainqueur de quatre manches
- 2023 : 3e du classement général
- 2024 : 13e du classement général

### Championnats d'Europe
- 2012
  - 6e du BMX
- 2014
  -  Championne d'Europe de BMX
- 2015
  -  Médaillée de bronze du BMX
- 2017
  -  Championne d'Europe de BMX
- 2018
  -  Championne d'Europe de BMX
- 2024
  -  Médaillée d'argent du BMX
- Valmiera 2025
  -  Médaillée de bronze du BMX

### Coupe d'Europe
- 2015 : 20e du classement général
- 2017 : 1re du classement général, vainqueur de 6 manches
- 2018 : 1re du classement général, vainqueur de 5 manches
- 2019 : 2e du classement général, vainqueur de 4 manches
- 2020 : vainqueur de 2 manches
- 2021 : 3e du classement général, vainqueur de 3 manches
- 2023 : 4e du classement général, vainqueur d'une manche

### Championnats des Pays-Bas
- Championne des Pays-Bas de BMX : 2013, 2015, 2016, 2017, 2018, 2019, 2020 et 2022

## Palmarès en pump track
- 2018
  -  Médaillée de bronze du championnat du monde de pump track